# Quo Vadis? (1913)
Quo Vadis? ist ein Stummfilm aus dem Jahr 1913. Der Film basiert auf dem Roman Quo Vadis des polnischen Schriftstellers Henryk Sienkiewicz, der erstmals 1896 veröffentlicht wurde.

## Handlung
Der Film erzählt die Liebesgeschichte zwischen dem jungen Patrizier Marcus Vinicius und Lygia, einer Königstochter vom Volk der Lygier, die als Geisel nach Rom kam. Sie ist Christin. Allmählich geraten die Liebenden in den Strudel der Ereignisse um die Christenverfolgungen im Jahr 64 n. Chr. unter Nero.
Als Prototypen der Christen werden Lygia und die gerade in Rom weilenden Apostel Petrus und Paulus beschrieben. Als ihre Gegner treten Nero, Poppaea Sabina und Tigellinus auf. Weitere wichtige Gestalten sind Petronius, der im Film den Rang eines Kanzlers innehat, sowie der General im Ruhestand Aulus Plautius und dessen Ehefrau Pomponia Graecina (Lygias Adoptiveltern).

## Rezeption
Der Film war mit 5.000 Statisten der erste Monumentalfilm in der Filmgeschichte.